# Pirkko Hämäläinen (Schauspielerin)
Pirkko Hämäläinen (* 29. Mai 1959 in Helsinki) ist eine finnische Schauspielerin.

## Leben
Pirkko Hämäläinen studierte von 1979 bis 1983 an der Theaterakademie Helsinki. 1981 wurde sie mit dem Film Der Lügner an der Seite von Aki Kaurismäki bekannt. In den 1980er Jahren war sie überwiegend als Theaterschauspielerin aktiv. für ihre Hauptrolle in Mika Kaurismäkis Filmdrama Paper Star wurde sie mit einem Jussi ausgezeichnet.
Die spätere Zeit wirkte sie in zahlreichen Fernsehserien mit.

## Filmografie (Auswahl)
- 1981: Der Lügner (Valehtelija)
- 1982: The Worthless (Arvottomat)
- 1985: Calamari Union
- 1989: Paper Star (Paperitähti)
- 1989: Winterkrieg (Talvisota)
- 1990: Amazon
- 1995: Yksinäiset sudet
- 1997: Vuoroin vieraissa (Fernsehserie, 11 Folgen)
- 1998–1999: Sydänten akatemia (Fernsehserie, 18 Folgen)
- 1999–2000: Kaverille ei jätetä (Fernsehserie, 5 Folgen)
- 2004: Me Stallarit (Fernsehserie, 12 Folgen)
- 2005: Handu pumpulla (Fernsehserie, 10 Folgen)
- 2006: Uudisraivaaja (Fernsehserie, 6 Folgen)
- 2008: Kolme viisasta miestä
- 2013–2014: Kansan mies (Fernsehserie, 8 Folgen)
- 2016: Tulen morsian
- 2016: Liebe zu verkaufen (Onnenonkija)
- 2017: Miami
- 2018: Varasto 2
- 2022: Transport (Fernsehserie, 8 Folgen)